# Frei Inocêncio
Frei Inocêncio är en kommun i Brasilien.   Den ligger i delstaten Minas Gerais, i den sydöstra delen av landet, 700 km öster om huvudstaden Brasília. Antalet invånare är 8 924.
Omgivningarna runt Frei Inocêncio är huvudsakligen savann. Runt Frei Inocêncio är det glesbefolkat, med 18 invånare per kvadratkilometer.